# Strahinja Rašović
Strahinja Rašović (Belgrád, 1992. március 9. –) (szerb cirill átírással: Страхиња Рашовић) olimpiai bajnok, bajnokok ligája-győztes szerb válogatott vízilabdázó, bekk. Öccse, Viktor a Barceloneta játékosa, valamint szintén tagja a szerb nemzeti együttesnek.

## Eredmények

### Klubcsapattal

#### Partizan Beograd
- Szerb bajnokság: Aranyérmes: 2009–10

#### Crvena zvezda
- Szerb bajnokság: Aranyérmes: 2012–13, 2013–14
- Szerb kupa: Aranyérmes: 2013, 2014

#### Barceloneta
- Spanyol bajnokság: 2015–16
- Spanyol kupa: 2016

#### Vasas
- Magyar bajnokság: ezüstérmes: 2024